# Wen Kezheng
Wen Kezheng (chinesisch 溫可錚 / 温可铮; * 1929 in Peking; † 19. April 2007) war ein chinesischer Sänger der Stimmlage Bass. Er war Direktor der Institution für Gesangswesen auf dem Konservatorium Shanghai. Am Nanjing Konservatorium schloss er das Musikstudium 1950 ab. Er war Vorsitzender der Vierten Music Association of China. 1957 gewann er beim sechsten Weltjugendmusikfestival die Silbermedaille.

## Biografie
Wen Kezheng war Kind einer Pekinger Intellektuellenfamilie; sein Vater förderte sein musikalisches Talent. Im Alter von zehn Jahren gewann er mit einem alten italienischen Lied einen Kinder-Musikpreis. Er bestand in den 1940ern den Eignungstest auf dem Nanjing Nationalkonservatorium mit Note eins.
Von 1946 bis 1956 studierte er russischen Gesang bei Professor V. Shushlin. Nach Abschluss arbeitete er zunächst im Musikkorps der Nanjing Jing Ling Universität, wo er seine Ehefrau Qiu-Wang kennenlernte. Er Direktor des Gesangsinstitutes am Konservatorium in Shanghai, der vierte Komiteevorsitzende der Musik Association of China und der Politische Konsularische Conferencier von Shanghai. Wen gab 1951 sein erstes großes Gesangssoli-Konzert in Beijing, Tianjing und Nanjing, wo er von dem Pianisten Jialu Li begleitet wurde und nahm 1956 als Vertreter Schanghais am ersten nationalen Musikfestival teil. Im selben Jahr gewann er die Goldmedaille beim ersten nationalen Gesangswettbewerb des chinesischen Kulturministeriums. Im Jahr 1957 gewann er in Moskau die Silbermedaille eines klassischen Gesangswettbewerbs, worauf in der Sowjetunion ein Gesangsalbum von ihm veröffentlicht wurde.
Aufgrund der chinesischen Kulturrevolution hatte auch Wen Probleme und ging mit seiner Ehefrau in die USA. Von hier aus gab er mit Qiu-Wang Solokonzerte und Gesangsstunden in der ganzen Welt. In den USA trat er 1986 als erster chinesischer Sänger auf und in Japan gab er, begleitet vom Philharmonie-Orchester Osaka, ein Konzert im Palast des japanischen Prinzen. Auf Einladung der politischen konsularischen Konferenz gab er 1989 ein Konzert in Hongkong und im Folgejahr trat er mehrmals in Macao auf.